# San Pedro Pirates FC
San Pedro Pirates Football Club – belizeński klub piłkarski z siedzibą w mieście San Pedro, w dystrykcie Belize, na wyspie Ambergris Caye. Występuje w rozgrywkach Premier League of Belize. Domowe mecze rozgrywa na obiekcie Ambergris Stadium.

## Osiągnięcia
- mistrzostwo Belize (1): 2018/2019 C

## Historia
Klub został założony kwietniu 2017 jako pierwszy w historii zespół z San Pedro o charakterze półprofesjonalnym. Głównym celem klubu był rozwój i promowanie piłki nożnej wśród mieszkańców wyspy. Od razu po powstaniu przystąpił do rozgrywek Premier League of Belize, z pomocą lokalnych sponsorów. W sezonie 2018/2019 Closing klub wywalczył swoje pierwsze mistrzostwo Belize, mimo iż zaledwie pół roku wcześniej istniało duże ryzyko, że ze względu na problemy finansowe wycofa się z belizeńskiej Premier League.

## Trenerzy
- Palmiro Salas (2018)[5]
- Renan Couoh (2018)[6]
- Jorge Nunes (od 2019)[7]